# لابرادور

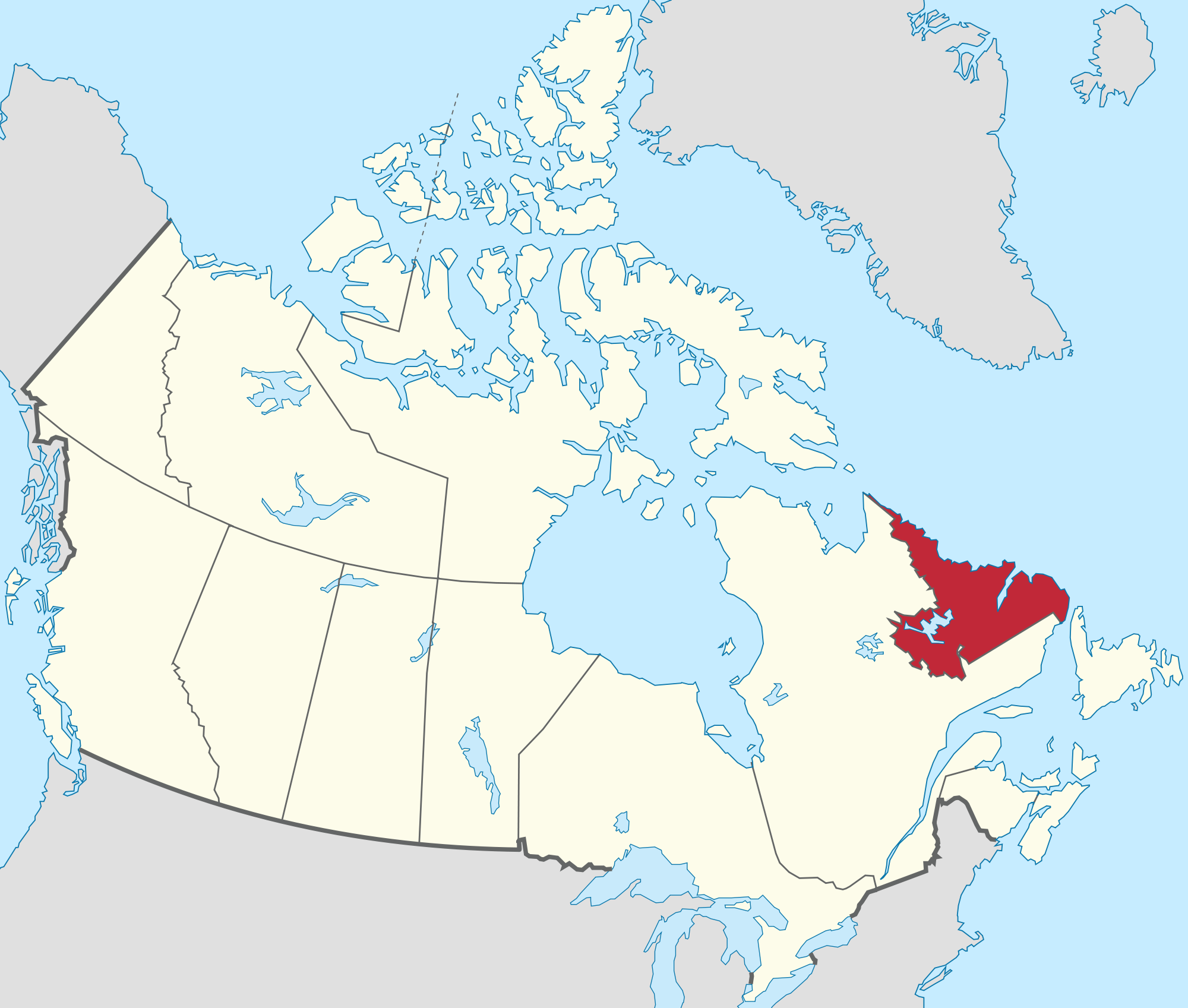
خريطة توضح منطقة لابرادور

لابرادور : هي منطقة تتبع نيوفاوندلاند، تبلغ مساحتها 284،900 كم2. هي منطقة عند مصب نهر سانت لورنس، عاصمتها باتل هاربر، معظم سكانها هنود الجونكوين والإسكيمو، ينتشرون على طول ساحل الأطلنطي. وتوجد قلة من ذوات البشرة البيضاء في قرى الصيد ومراكز التبشير. يحول نقص وسائل المواصلات وتيار لبرادور البارد دون تعميرها. ربما ارتادها الفايكنج عام 1000، ثم كابوت عام 1498، وكوت ريا ل 1500، وكارتييه 1534. أصبحت بريطانية بعد معاهدة باريس 1763.